# Campeonato Uruguaio de Futebol de 2020 – Terceira Divisão
A Terceira Divisão do Campeonato Uruguaio de Futebol de 2020, também conhecida oficialmente como Primera División Amateur de 2020, foi a 104ª edição do campeonato de clubes da terceira divisão do futebol uruguaio e a 4ª sob o nome de Primera División Amateur. A competição foi organizada pela Associação Uruguaia de Futebol (em espanhol: Asociación Uruguaya de Fútbol, AUF) e conta com a participação de dezoito clubes. O torneio começou em 5 de setembro e terminou em 15 de dezembro.
Em 15 de dezembro, o Uruguay Montevideo sagrou-se campeão da temporada de 2020 da Primera División Amateur, após vencer o Colón por 2–1 no Estádio Centenario em Montevidéu, pelo jogo de volta da final dos Playoffs do campeonato e foi promovido à Segunda División Profesional de 2021.

## Regulamento

### Sistema de disputa
A liga foi disputada por dezoito clubes e dividida em duas fases: temporada regular (primeira fase) e playoffs (fase final). Na primeira fase, os participantes foram divididos em 2 grupos (A e B) de 9 times. Os times se enfrentaram no sistema de todos contra todos em turno único (só jogos de ida) num total de 8 jogos para cada um. Ao final das 9 rodadas classificatórias, os quatro primeiros colocados de cada grupo avançaram para a fase final ("mata-mata"; playoffs; repescagem) pela vaga na segunda divisão de 2021. Os playoffs foram disputados no sistema de "mata-mata" em jogos de ida e volta e divididos em quartas de final, semifinal e final. O vencedor da final do play-off foi declarado campeão da Primera División Amateur de 2020 e garantiu acesso à Segunda División de 2021. O perdedor da final (vice-campeão) disputará uma repescagem contra o penúltimo colocado da tabela de rebaixamento da Segunda División Profesional de 2020 pela última vaga na Segunda División de 2021.

### Critérios de desempate
A regra de pontuação é simples: 3 pontos por vitória, 1 por empate e 0 por derrota. Caso haja empate de pontos entre dois ou mais clubes, os critérios de desempates serão aplicados na seguinte ordem:
| Temporada regular 1. Saldo de gols 2. Gols marcados 3. Confronto direto 4. Sorteio | Playoffs 1. Saldo de gols 2. Prorrogação 3. Disputa por pênaltis |

## Participantes

### Informações dos clubes
| Equipe             | Cidade           | Departamento | Estádio (mando)     | Títulos (último)      | Em 2019   |
| ------------------ | ---------------- | ------------ | ------------------- | --------------------- | --------- |
| Artigas            | Montevidéu       | Montevidéu   | —                   | 3 (último em 1947)    | 14º       |
| Alto Perú          | Montevidéu       | Montevidéu   | —                   | 1 (em 1968)           | 15º       |
| Basáñez            | Montevidéu       | Montevidéu   | La Bombonera        | 1 (em 1989)           | 6º        |
| Bella Vista        | Montevidéu       | Montevidéu   | José Nasazzi        | 3 (último em 2018)    |           |
| Canadian Keguay    | Toledo           | Canelones    | Complejo Keguay     | 1 (em 2012–13)        | 16º       |
| Colón              | Montevidéu       | Montevidéu   | Parque Suero        | 4 (último em 2000)    | 12º       |
| Huracán            | Montevidéu       | Montevidéu   | Parque Bossio       | 3 (último em 2009–10) | 5º        |
| Huracán Buceo      | Montevidéu       | Montevidéu   | Parque Huracán      | 2 (último em 1967)    | 4º        |
| La Luz             | Montevidéu       | Montevidéu   | —                   | 6 (último em 2003)    | 8º        |
| Los Halcones       | Montevidéu       | Montevidéu   | —                   | 0 (nenhum)            | 9º        |
| Mar de Fondo       | Montevidéu       | Montevidéu   | —                   | 4 (último em 1969)    | 13º       |
| Miramar Misiones   | Montevidéu       | Montevidéu   | Luis Méndez Piana   | 4 (último em 1974)    | Refiliado |
| Oriental           | La Paz           | Canelones    | Parque Oriental     | 4 (último em 2014–15) | 11º       |
| Parque del Plata   | Parque del Plata | Canelones    | Parque El Balneario | 0 (nenhum)            | 10º       |
| Platense           | Montevidéu       | Montevidéu   | —                   | 4 (último em 2005)    | 7º        |
| Potencia           | Montevidéu       | Montevidéu   | —                   | 0 (nenhum)            | 3º        |
| Salus              | Montevidéu       | Montevidéu   | Parque Salus        | 2 (último em 1977)    | 17º       |
| Uruguay Montevideo | Montevidéu       | Montevidéu   | Parque ANCAP        | 7 (último em 2002)    | 2º        |

Fonte: AUF (em castelhano), Soccerway (em português)

## Temporada Regular

### Classificação do Grupo A
| Pos. | Equipes            | Pts | J | V | E | D | GP | GC | SG  | Classificação                                    |
| ---- | ------------------ | --- | - | - | - | - | -- | -- | --- | ------------------------------------------------ |
| 1    | Basáñez            | 24  | 8 | 8 | 0 | 0 | 19 | 4  | 15  | Playoffs pelo acesso à Segunda División de 2021. |
| 2    | Miramar Misiones   | 19  | 8 | 6 | 1 | 1 | 17 | 7  | 10  | Playoffs pelo acesso à Segunda División de 2021. |
| 3    | Uruguay Montevideo | 16  | 8 | 5 | 1 | 2 | 11 | 5  | 6   | Playoffs pelo acesso à Segunda División de 2021. |
| 4    | Potencia           | 14  | 8 | 4 | 2 | 2 | 7  | 4  | 3   | Playoffs pelo acesso à Segunda División de 2021. |
| 5    | Salus              | 10  | 8 | 2 | 4 | 2 | 7  | 9  | −2  |                                                  |
| 6    | Oriental           | 10  | 8 | 3 | 1 | 4 | 9  | 12 | −3  |                                                  |
| 7    | Canadian Keguay    | 5   | 8 | 1 | 2 | 5 | 5  | 12 | −7  |                                                  |
| 8    | Platense           | 2   | 8 | 0 | 2 | 6 | 6  | 11 | −5  |                                                  |
| 9    | Los Halcones       | 1   | 8 | 0 | 1 | 7 | 6  | 23 | −17 |                                                  |

| Fonte: AUF (em castelhano) e Soccerway (em português) |
| Regras para classificação: 1) Pontos (3 pontos por vitória, 1 por empate e 0 por derrota); 2) Saldo de gols; 3) Gols marcados; 4) Confronto direto; 5) Sorteio. |
| Notas: |

1. ↑  O Basáñez perdeu 2 pontos.
2. ↑  O Salus perdeu 2 pontos.
3. ↑  O Oriental perdeu 3 pontos.
4. ↑  O Platense perdeu 5 pontos.
5. ↑  O Los Halcones perdeu 1 ponto.

### Classificação do Grupo B
| Pos. | Equipes          | Pts | J | V | E | D | GP | GC | SG  | Classificação                                    |
| ---- | ---------------- | --- | - | - | - | - | -- | -- | --- | ------------------------------------------------ |
| 1    | La Luz           | 21  | 8 | 7 | 0 | 1 | 20 | 5  | 15  | Playoffs pelo acesso à Segunda División de 2021. |
| 2    | Bella Vista      | 17  | 8 | 5 | 2 | 1 | 12 | 5  | 7   | Playoffs pelo acesso à Segunda División de 2021. |
| 3    | Huracán          | 16  | 8 | 5 | 1 | 2 | 16 | 7  | 9   | Playoffs pelo acesso à Segunda División de 2021. |
| 4    | Colón            | 14  | 8 | 4 | 2 | 2 | 15 | 9  | 6   | Playoffs pelo acesso à Segunda División de 2021. |
| 5    | Parque del Plata | 11  | 8 | 3 | 2 | 3 | 8  | 10 | −2  |                                                  |
| 6    | Artigas          | 9   | 8 | 3 | 0 | 5 | 9  | 12 | −3  |                                                  |
| 7    | Huracán Buceo    | 9   | 8 | 3 | 0 | 5 | 8  | 11 | −3  |                                                  |
| 8    | Mar de Fondo     | 7   | 8 | 2 | 1 | 5 | 6  | 11 | −4  |                                                  |
| 9    | Alto Perú        | 0   | 8 | 0 | 0 | 7 | 5  | 28 | −23 |                                                  |

| Fonte: AUF (em castelhano) e Soccerway (em português) |
| Regras para classificação: 1) Pontos (3 pontos por vitória, 1 por empate e 0 por derrota); 2) Saldo de gols; 3) Gols marcados; 4) Confronto direto; 5) Sorteio. |
| Notas: |

1. ↑  O Mar de Fondo perdeu 3 pontos.
2. ↑  O Alto Perú perdeu 3 pontos.

## Playoffs

### Tabelão
|  | Quartas de final   | Quartas de final        | Quartas de final | Quartas de final |       |        | Semifinal | Semifinal | Semifinal | Semifinal |       |   | Final | Final | Final | Final |  |
|  |                    |                         |                  |                  |       |        |           |           |           |           |       |   |       |       |       |       |  |
|  | Basáñez            | 1                       | 0                | 1 (2)            |       |        |           |           |           |           |       |   |       |       |       |       |  |
|  | Colón (p.)         | 1                       | 0                | 1 (4)            |       |        |           |           |           |           |       |   |       |       |       |       |  |
|  | Colón (p.)         | 1                       | 0                | 1 (4)            |       | Colón  | 2         | 2         | 4         |           |       |   |       |       |       |       |  |
|  |                    |                         |                  |                  |       | Colón  | 2         | 2         | 4         |           |       |   |       |       |       |       |  |
|  |                    | Huracán                 | 1                | 1                | 2     |        |           |           |           |           |       |   |       |       |       |       |  |
|  | Miramar Misiones   | Huracán                 | 1                | 1                | 2     | 1      | 1         | 2         |           |           |       |   |       |       |       |       |  |
|  | Miramar Misiones   |                         |                  |                  |       | 1      | 1         | 2         |           |           |       |   |       |       |       |       |  |
|  | Huracán            | 1                       | 2                | 3                |       |        |           |           |           |           |       |   |       |       |       |       |  |
|  | Huracán            | 1                       | 2                | 3                |       |        |           |           |           |           | Colón | 1 | 1     | 2     |       |       |  |
|  |                    |                         |                  |                  |       |        |           |           |           |           |       | 1 | 1     | 2     |       |       |  |
|  |                    | Uruguay Montevideo      | 1                | 2                | 3     |        |           |           |           |           |       |   |       |       |       |       |  |
|  | La Luz             | Uruguay Montevideo      | 1                | 2                | 3     | 0      | 2         | 2         |           |           |       |   |       |       |       |       |  |
|  | La Luz             |                         |                  |                  |       | 0      | 2         | 2         |           |           |       |   |       |       |       |       |  |
|  | Potencia           | 0                       | 0                | 0                |       |        |           |           |           |           |       |   |       |       |       |       |  |
|  | Potencia           | 0                       | 0                | 0                |       | La Luz | 0         | 3         | 3 (4)     |           |       |   |       |       |       |       |  |
|  |                    |                         |                  |                  |       | La Luz | 0         | 3         | 3 (4)     |           |       |   |       |       |       |       |  |
|  |                    | Uruguay Montevideo (p.) | 0                | 3                | 3 (5) |        |           |           |           |           |       |   |       |       |       |       |  |
|  | Bella Vista        | Uruguay Montevideo (p.) | 0                | 3                | 3 (5) | 0      | 0         | 0         |           |           |       |   |       |       |       |       |  |
|  | Bella Vista        |                         |                  |                  |       | 0      | 0         | 0         |           |           |       |   |       |       |       |       |  |
|  | Uruguay Montevideo | 2                       | 1                | 3                |       |        |           |           |           |           |       |   |       |       |       |       |  |

### Quartas de final
| Chave | Equipe 1         | Total       | Equipe 2           | Jogo 1 | Jogo 2 |
| ----- | ---------------- | ----------- | ------------------ | ------ | ------ |
| 1     | Basáñez          | 1–1 (2–4 p) | Colón              | 1–1    | 0–0    |
| 2     | La Luz           | 2–0         | Potencia           | 0–0    | 2–0    |
| 3     | Miramar Misiones | 2–3         | Huracán            | 1–1    | 1–2    |
| 4     | Bella Vista      | 0–3         | Uruguay Montevideo | 0–2    | 0–1    |

#### Chave 1
| 30 de novembro de 2020 | Colón               | 1 – 1     | Basáñez                    | Montevidéu                |  |
| 10:00                  | - Pablo Pereira 85' | Relatório | - Andres Garcia 24' (pen.) | Estádio: Abraham Paladino |  |

| 2 de dezembro de 2020 | Basáñez | 0 – 0 (pro.) (2–4 pen.) | Colón | Montevidéu              |  |
| 16:00                 |         | Relatório               |       | Estádio: Obdulio Varela |  |

#### Chave 2
| 30 de novembro de 2020 | Potencia | 0 – 0     | La Luz | Montevidéu              |  |
| 10:00                  |          | Relatório |        | Estádio: Obdulio Varela |  |

| 2 de dezembro de 2020 | La Luz                                        | 2 – 0     | Potencia | Montevidéu                  |  |
| 16:00                 | - Julián Gottesman 15' - Mario Larramendi 23' | Relatório |          | Estádio: Complejo Rentistas |  |

#### Chave 3
| 30 de novembro de 2020 | Huracán             | 1 – 1     | Miramar Misiones              | Montevidéu               |  |
| 10:00                  | - Matias Carril 18' | Relatório | - Lucero Alvarez 90+4' (pen.) | Estádio: Parque Maracaná |  |

| 2 de dezembro de 2020 | Miramar Misiones     | 1 – 2     | Huracán                                   | Montevidéu                 |  |
| 16:00                 | - Lucero Álvarez 83' | Relatório | - Nicolás González 5' - Matias Carril 26' | Estádio: Luis Méndez Piana |  |

#### Chave 4
| 30 de novembro de 2020 | Uruguay Montevideo     | 2 – 0     | Bella Vista | Montevidéu                     |  |
| 10:00                  | - Muchel Sosa 40', 80' | Relatório |             | Estádio: Olímpico Pedro Arispe |  |

| 2 de dezembro de 2020 | Bella Vista | 0 – 1     | Uruguay Montevideo      | Montevidéu            |  |
| 16:00                 |             | Relatório | - Facundo Rodríguez 14' | Estádio: José Nasazzi |  |

### Semifinal
| Chave | Equipe 1 | Total       | Equipe 2           | Jogo 1 | Jogo 2 |
| ----- | -------- | ----------- | ------------------ | ------ | ------ |
| S1    | Colón    | 4–2         | Huracán            | 2–1    | 2–1    |
| S2    | La Luz   | 3–3 (4–5 p) | Uruguay Montevideo | 0–0    | 3–3    |

#### Semifinal 1
| 5 de dezembro de 2020 | Colón                                  | 2 – 1     | Huracán             | Montevidéu            |  |
| 10:00                 | - Paul Dzereuvs 8' - Pablo Pereira 81' | Relatório | - Geronimo Beato 5' | Estádio: José Nasazzi |  |

| 9 de dezembro de 2020 | Huracán            | 1 – 2     | Colón                                 | Montevidéu               |  |
| 10:00                 | - Diego Carril 16' | Relatório | - Diego Baldi 55' - Pablo Pereira 77' | Estádio: Parque Maracaná |  |

#### Semifinal 2
| 5 de dezembro de 2020 | Uruguay Montevideo | 0 – 0     | La Luz | Montevidéu            |  |
| 10:00                 |                    | Relatório |        | Estádio: Parque ANCAP |  |

| 9 de dezembro de 2020 | La Luz                                           | 3 – 3 (pro.) (4–5 pen.) | Uruguay Montevideo                                            | Montevidéu                  |  |
| 10:00                 | - Alejandro Siles 37' - Pedro Pereyra 110', 114' | Relatório               | - Nicolás Vigneri 85' - Michel Sosa 102' - Federico Diaz 107' | Estádio: Complejo Rentistas |  |

### Final
| Chave | Equipe 1 | Total | Equipe 2           | Jogo 1 | Jogo 2 |
| ----- | -------- | ----- | ------------------ | ------ | ------ |
|       | Colón    | 2–3   | Uruguay Montevideo | 1–1    | 1–2    |

#### Jogo de ida
| 12 de dezembro de 2020 | Colón                     | 1 – 1     | Uruguay Montevideo    | Montevidéu            |  |
| 10:00                  | - Cristian Valenzuela 51' | Relatório | - Emanuel Machado 34' | Estádio: José Nasazzi |  |

#### Jogo de volta
| 15 de dezembro de 2020 | Uruguay Montevideo                         | 2 – 1 (pro.) | Colón               | Montevidéu          |  |
| 16:00                  | - Michel Sosa 27' - Facundo Rodríguez 114' | Relatório    | - Bruno Sarasua 74' | Estádio: Centenario |  |

## Repescagem pela vaga naSegunda Divisiónde 2021
A repescagem (promoção/rebaixamento) pela vaga na Segunda División de 2021 foi disputada no sistema mata-mata, em jogos de ida e volta. O jogo de ida entre Albion, penúltimo colocado da Segunda División de 2020, e Colón, vice-campeão da Primera División Amateur de 2020 ocorreu no dia 19 de janeiro de 2021, e o de volta, no dia 26 de janeiro de 2021.
| Chave | Equipe 1                                 | Total | Equipe 2                                       | Jogo 1 | Jogo 2 |
| ----- | ---------------------------------------- | ----- | ---------------------------------------------- | ------ | ------ |
| R     | Albion (11º da Segunda División de 2020) | 7–1   | Colón (2º da Primera División Amateur de 2020) | 3–1    | 4–0    |

| 19 de janeiro de 2021 | Albion (2)                                 | 3 – 1     | Colón (3)                 | Montevidéu                               |  |
| 19:30                 | - Facundo Godoy 38' - César Taján 76', 82' | Relatório | - Cristian Valenzuela 85' | Estádio: Charrúa Árbitro: Antonio García |  |

| 26 de janeiro de 2021 | Colón (3) | 0 – 4     | Albion (2)                                                                   | Montevidéu                              |  |
| 16:50                 |           | Relatório | - César Taján 3' - Nicolás Brun 16' · Pablo González 34' - Franco García 76' | Estádio: Nasazzi Árbitro: Diego Dunajec |  |

Albion, da segunda divisão, venceu com resultado agregado de 7–1; assim, o Colón permanece na terceira divisão para 2021.

## Premiação
| Campeonato Uruguaio de Futebol de 2020 Primera División Amateur |
| Uruguai                                                         |
| --------------------------------------------------------------- |
| Uruguay Montevideo Football Club Campeão (8.º título)           |